# Tom (přítok Obu)
Tom (rusky Томь) je řeka v Chakaské republice a v Kemerovské a v Tomské oblasti v Rusku. Je 827 km dlouhá. Povodí má rozlohu 62 000 km².

## Průběh toku
Pramení na západním svahu Abakanského hřbetu. Na horním toku má charakter horský. Níže protéká Kuzněckou kotlinou a poté Západosibiřskou rovinou, kde říční údolí dosahuje šířky 3 km a v korytě se vyskytuje mnoho říčních prahů. Ústí zprava do Obu na 2 677 říčním kilometru.

### Přítoky
- zleva – Mras Su, Kondoma, Uňga
- zprava – Usa, Horní Těrs, Prostřední Těrs, Dolní Těrs, Tajdon

## Vodní režim
Zdroj vody je převážně sněhový. Průměrný roční průtok vody ve vzdálenosti 580 km od ústí činí 650 m³/s a v ústí 1 110 m³/s. Maximální průtok dosahuje 3 960 m³/s. Zamrzá na konci října až na začátku prosince a rozmrzá ve druhé polovině dubna až na začátku května. Na horním toku v některých zimách promrzá až do dna na dva až tři měsíce. V létě vysychá.
Průměrné měsíční průtoky řeky Tom ve stanici Tomsk v letech 1936 až 2000:

## Využití
Řeka je splavná. Vodní doprava je možná do Tomska a při vysoké vodě až do Novokuzněcka. Na řece leží města Novokuzněck, Kemerovo a Tomsk. V povodí řeky se rozkládá Kuzněcký uhelný revír.